# محمد الطوس
محمد الطوس (أبو شادي؛ 1956-) هو مناضل وكاتب فلسطيني. ساهم في تأسيس أول مجموعة عسكرية لحركة فتح. يعتبر عميد الأسرى الفلسطينيين في سجون الاحتلال.

## سيرته
ولد محمد الطوس في بلدة الجبعة في محافظة بيت لحم عام 1956. درس المرحلة الأساسية في مدرسة حلحول الثانوية. هاجر مع عائلته للأردن إثر نكسة حزيران عام 1967، وعند عودته لفلسطين تم اعتقاله عدة مرات، كان اول اعتقال عام 1970 والاخير عام 1985 أثناء محاولته اجتياز الحدود الأردنية الفلسطينية، وبعد مطاردة القوات الاسرائيلية لمحمد الطوس ورفقاءه في الخلية، أطلقت الطائرات الإسرائيلية الرصاص على سيارتهم، فسقط الجميع شهيداً، باستثناء محمد، فأطلق عليه لقب "الشهيد الحي". فأصابته قوات الاحتلال إصابات بليغة بجسده وتعرض لتحقيق قاس لمدة ثلاثة أشهر، ثم صدر بحقه حكم بالسجن مدى الحياة.
انضم لحركة فتح عام 1970. أسس مجموعة عسكرية تابعة لها، تكونت من محمد غنيمات، ومحمد أحمد عدوان، ومحمود أحمد النجار، وعلي خلايلة، فقامت هذه المجموعة بعدة عمليات ضد قوات الاحتلال والمستوطنين والمتعاونين معهم في منطقة جبل الخليل بين عامي (1983-1985)، فقاموا بعملية إطلاق نار على باص للمستوطنين في منطقة بين مخيم الدهيشة والخضر في 17 سبتمبر 1984، وعملية ثانية على طريق الخضر بالقرب من مستوطنة غوش عتصيون في 24 نوفمبر 1984، وعملية ثالثة في منطقة بيت لحم بتاريخ 31 يناير 1985، كما قامت بإحراق مصانع للاحتلال في منطقة بيت شيمش، وقتل أحد المتعاونين مع الاحتلال.
شارك الطوس في نضال الحركة الأسيرة ضد سياسة مصلحة السجون، كما شارك بالإضرابات عن الطعام، وأصبح من قيادات الحركة الأسيرة ومن عمداء الأسرى بالسجن.

## مؤلفاته
صدر للطوس كتابين هما:
- عين الجبل، صدر عام (2021)، سيرة ذاتية.
- حلاوة ومرارة ، صدر عام (2023)، يسرد فيه يومياته داخل السجن.